# Alan McCormack
Alan McCormack (nascido em 18 de agosto de 1956) é um ex-ciclista irlandês que competiu no ciclismo nos Jogos Olímpicos de Verão de 1976, representando a Irlanda.